# Cerkev svatého Jiří (Jalová)
Cerkev svatého Jiří v Jalové je dřevěná řeckokatolická filiální cerkev v Jalové, součásti farnosti Stakčín. Patří do sninského dekanátu v prešovské archiparchii Slovenské řeckokatolické církve. Cerkev, která byla postavena v unikátním typu karpatských kostelů charakteristickém pro sninský region je chráněna jako národní kulturní památka Slovenské republiky.

## Historie
Cerkev byla postavena v roce 1792. V roce 1831 byla důkladně opravena a v roce 2001 byla kvůli svému velmi špatnému stavu zcela rozebrána a od základu přestavěna jako věrná kopie originálu. Dříve byla cerkev kryta plechovou střechou a stěny byly obloženy hlínou a natřeny na bílo.

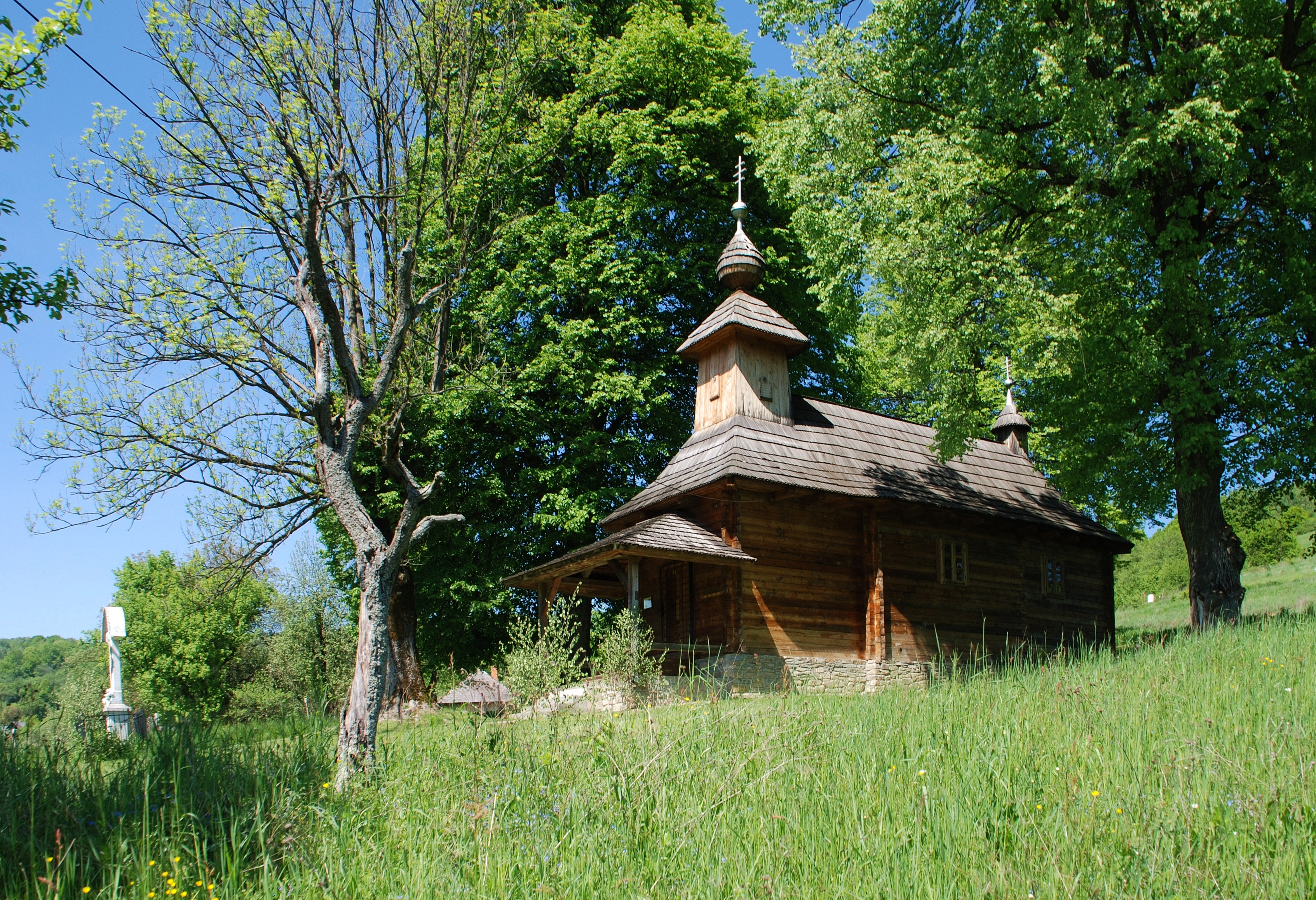
Pohled od východu
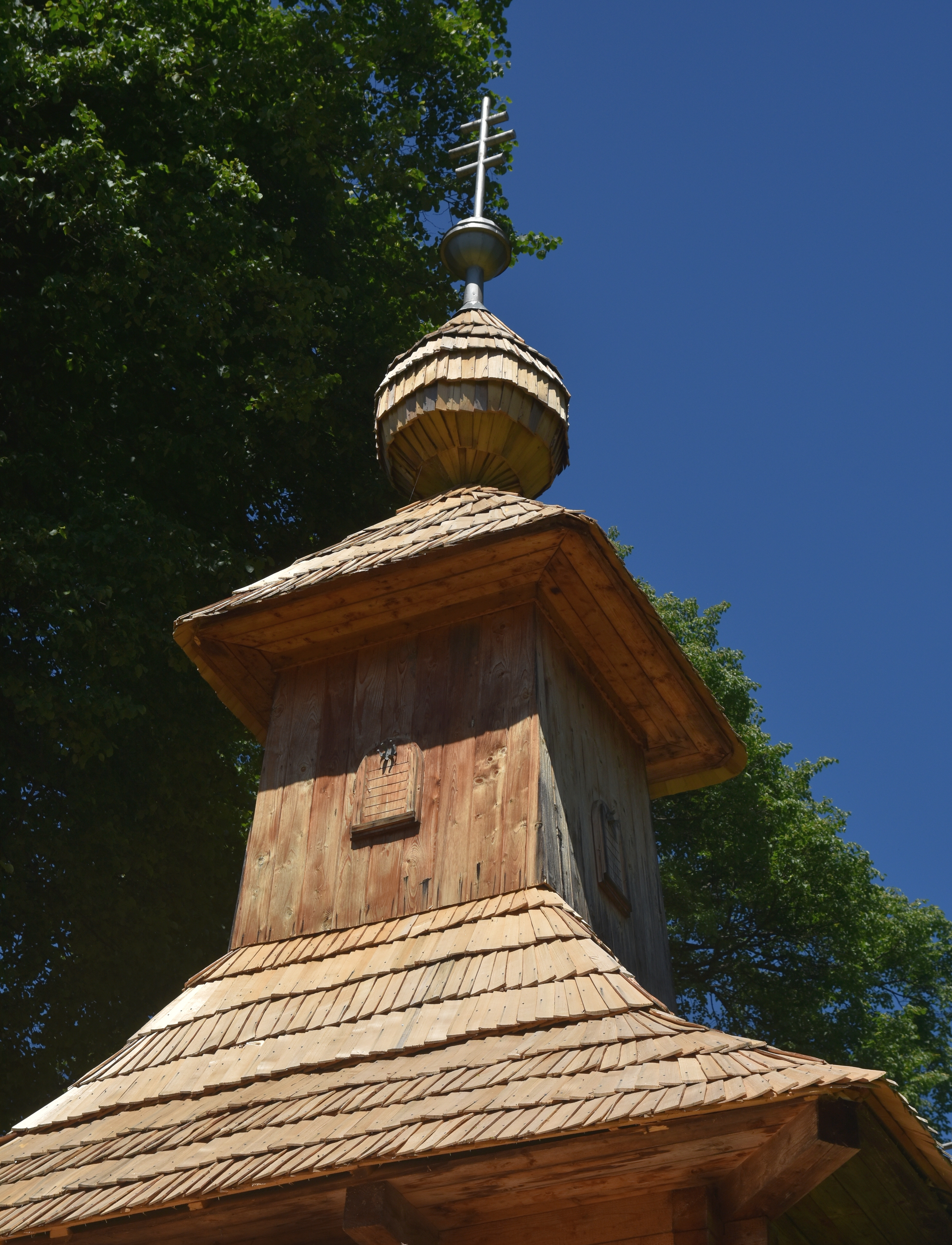
Věž nad babincem
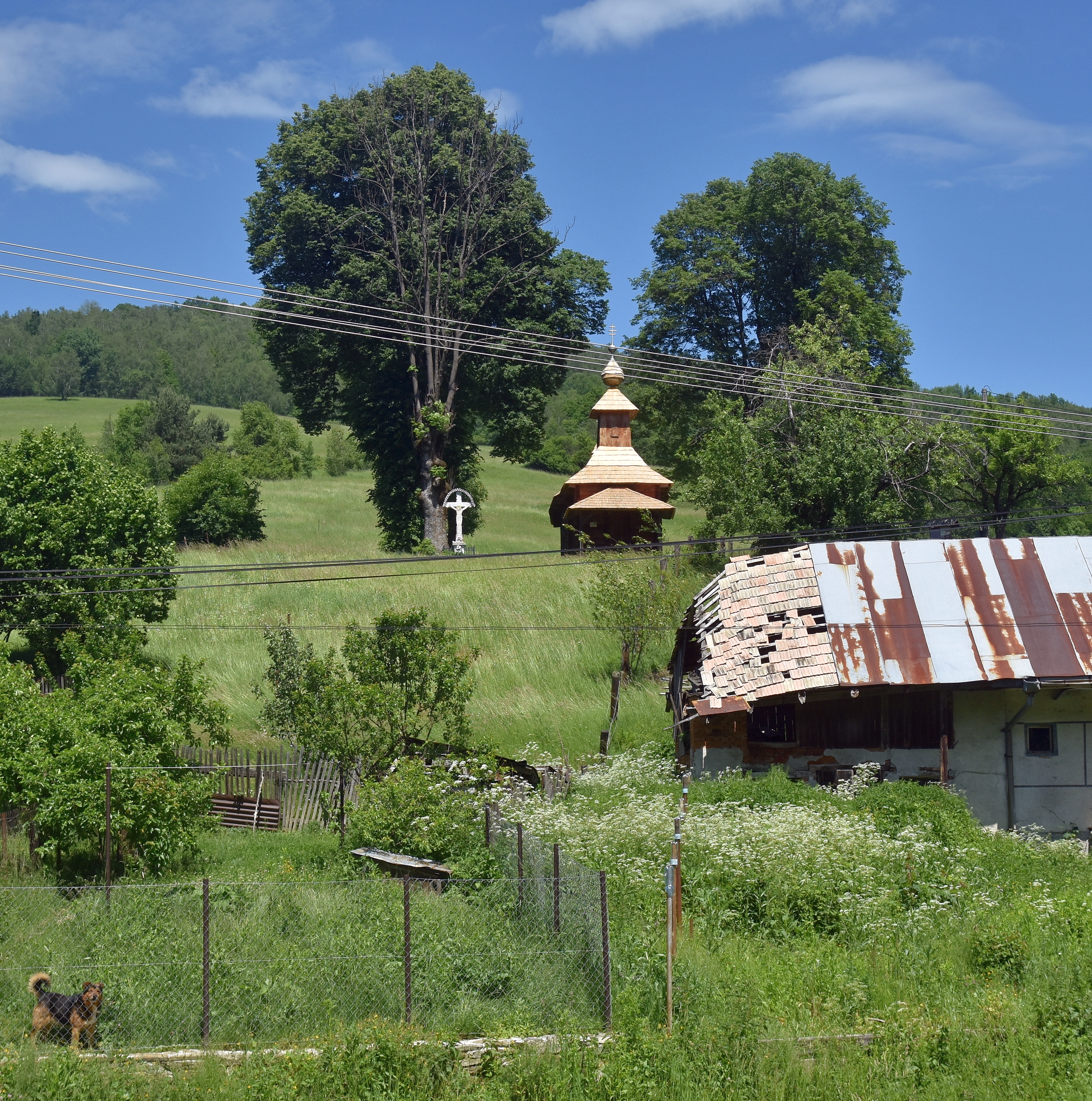
Celkový pohled
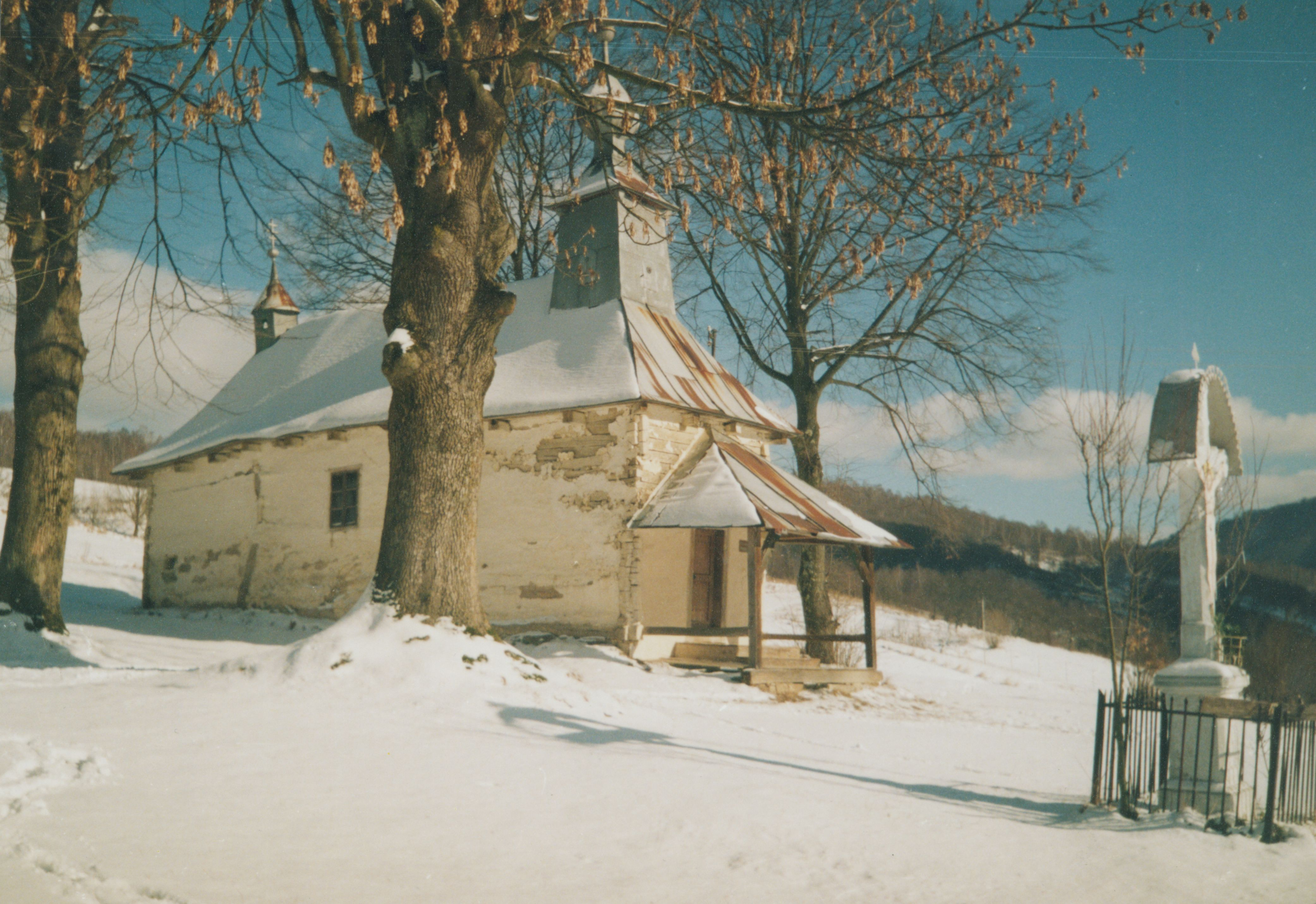
původní vzhled kostelíku

## Architektura a vybavení
Jedná se o malý dřevěný kostelík srubové konstrukce, orientovaný, založený na kamenných základech. Jedná se o trojbokou stavbu v oblasti neobvyklé konstrukce. Na čtvercovou loď navazuje na východní straně presbytář nepravidelného čtyřbokého půdorysu s mírně se zužujícími stěnami. Na druhé straně je o něco užší kněžiště s malou věžičkou na podstavci se stanovou střechou zakončenou cibulovitou bání s kovovým křížem. Ve věži jsou dva zvony, jeden z roku 1908 a druhý z roku 2001. Nad východní částí svatyně se nachází druhá malá věžička. Celek zastřešuje jednoplášťová šindelová střecha.
Uvnitř je vzhledem k malým rozměrům svatyně na bočních stěnách lodi uspořádán také pětistupňový kompletní ikonostas z 18. století.

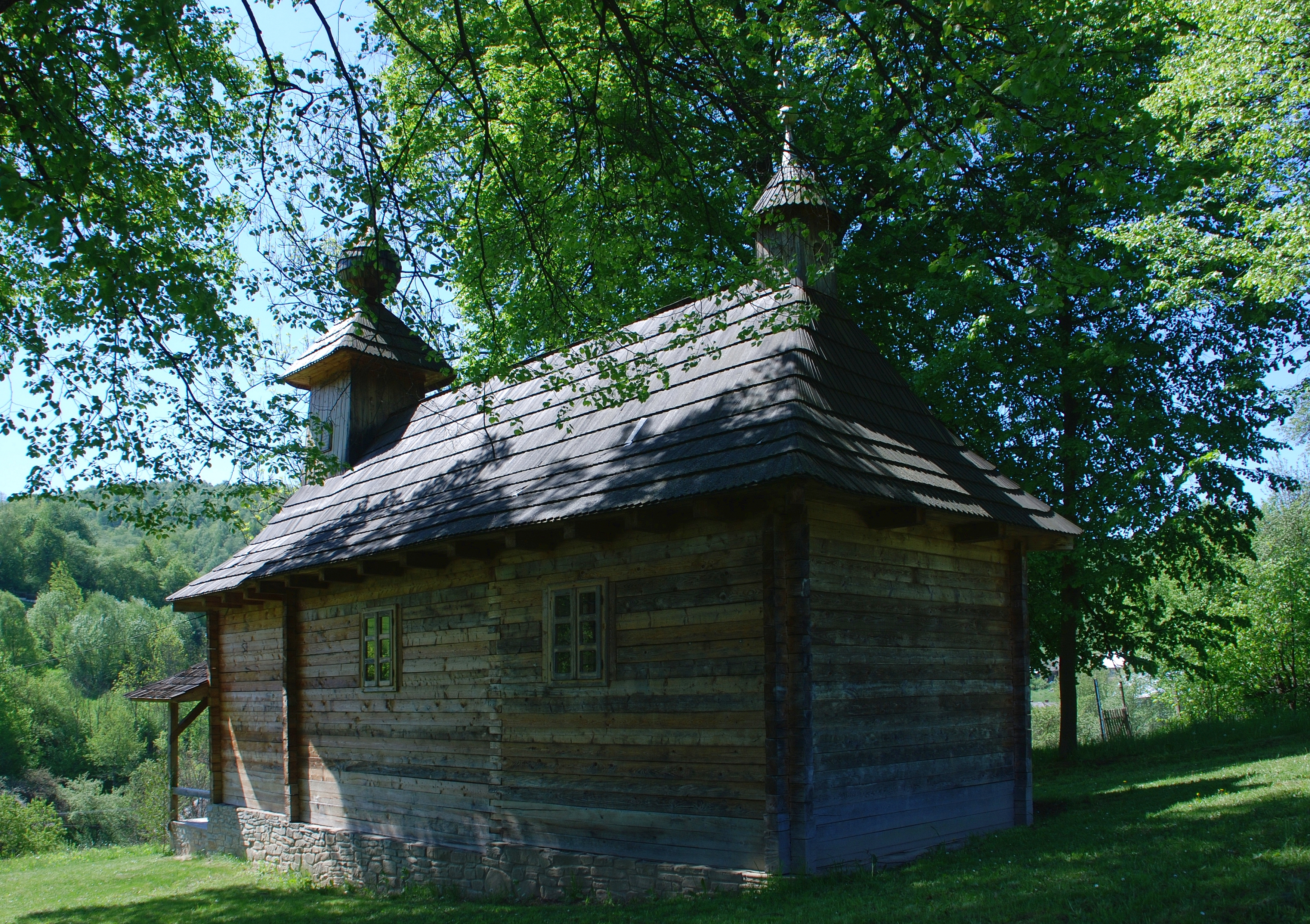
Pohled od severu
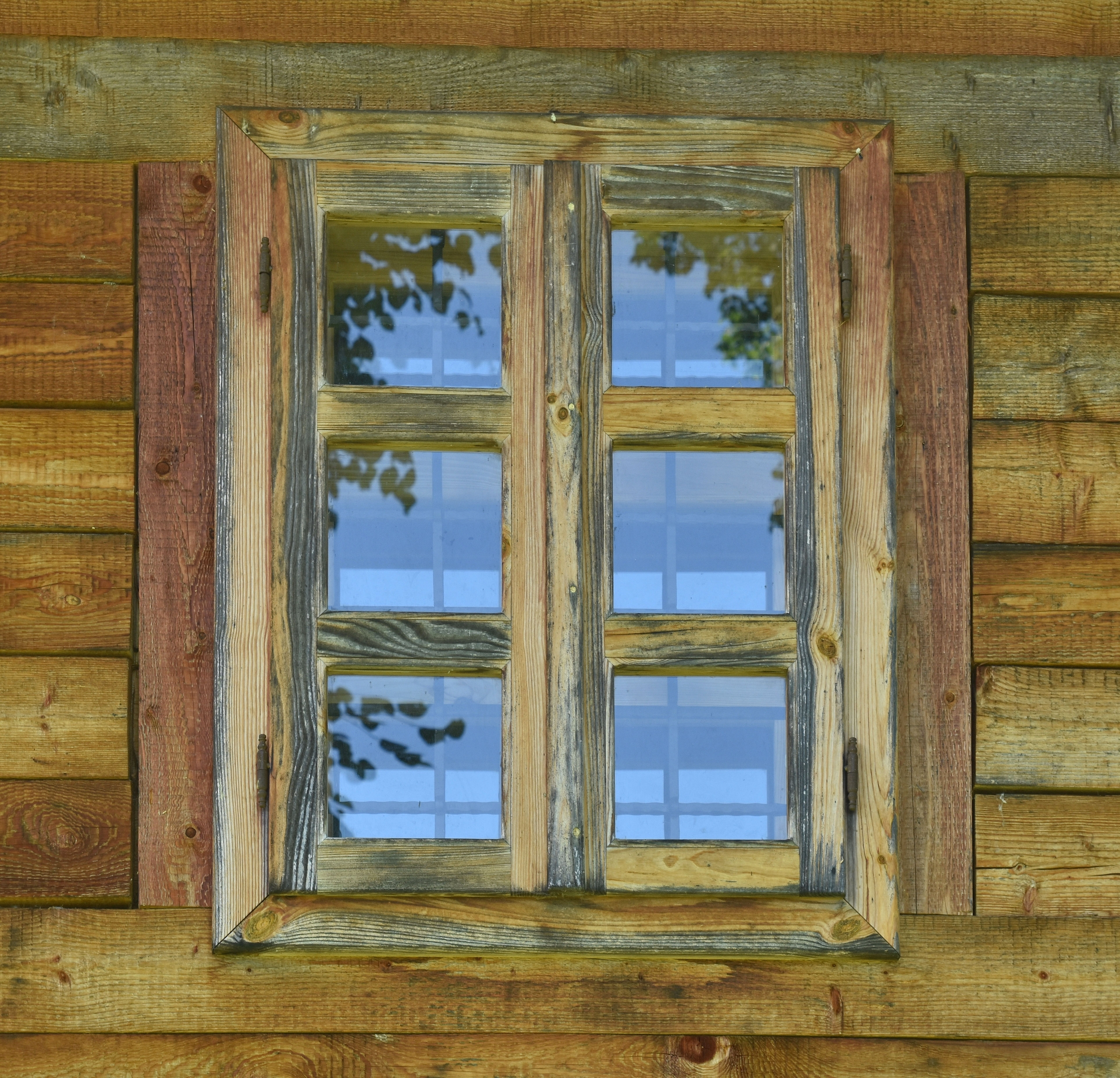
Okno
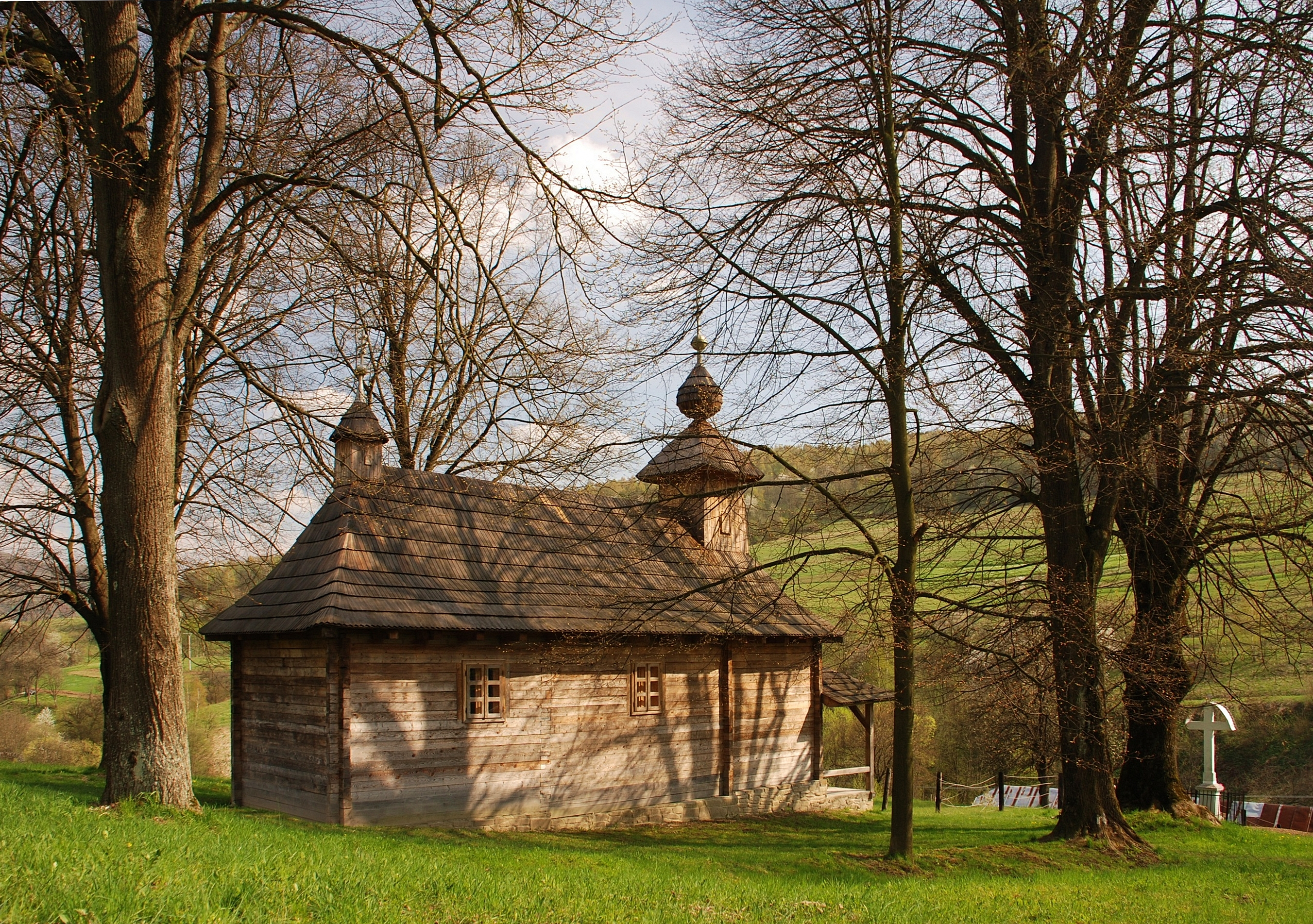
Západní průčelí